# Toni Lindenhahn
Toni Lindenhahn (* 15. November 1990 in Halle (Saale)) ist ein ehemaliger deutscher Fußballspieler. Er war sowohl in der Verteidigung als auch im Mittelfeld variabel einsetzbar und stand von 2009 bis zu seinem Karriereende 2023 beim Halleschen FC unter Vertrag.

## Karriere

### Verein
In der Jugend wechselte der gebürtige Hallenser Lindenhahn 2003 vom TSV Germania Salzmünde in die Nachwuchsabteilung des Halleschen FC. In der Saison 2006/07 stand er bei Hansa Rostock unter Vertrag, spielte dort aber nie und kehrte 2007 nach Halle zurück. 2009 rückte er in die erste Mannschaft des HFC auf, die in der Regionalliga Nord spielte. Dort erkämpfte sich Lindenhahn schnell einen Stammplatz im Mittelfeld. 2012 stieg er mit Halle in die 3. Fußball-Liga auf. In der Vorbereitung auf die Saison 2014/15 erlitt seine Karriere einen ersten schweren Rückschlag. Im Trainingslager zog er sich einen schweren Schaden im linken Knie zu, drei Außenbänder rissen, dazu das vordere Kreuzband sowie Innen- und Außenmeniskus.
Nach einer einjährigen Pause, in der er unter anderem eine Reha absolvierte, konnte Lindenhahn erst im Sommer 2015 wieder für die Mannschaft aktiv werden, erkämpfte sich aber nach und nach seinen Platz in der Stammformation zurück. Die Spielzeit 2018/19 schloss der mittlerweile fast nur noch als Innenverteidiger agierende Lindenhahn, der am 24. Spieltag sein 250. Ligaspiel für den HFC absolvierte, mit dem Verein als Tabellenvierter ab, was auch gleichzeitig dessen bester Saisonabschluss in der 3. Liga war. Darüber hinaus gewann er mit der Mannschaft zum fünften Mal den sachsen-anhaltischen Landespokal.
Nach der Spielzeit 2022/23 beendete er aus gesundheitlichen Gründen seine Karriere.

### Nationalmannschaft
Für den DFB spielte Lindenhahn einmal in der deutschen U16-Auswahl.

## Erfolge
Hallescher FC
- Sachsen-Anhalt-Pokalsieger: 2010, 2011, 2012, 2016, 2019, 2023

## Sonstiges
Lindenhahn gründete als aktiver Spieler im Herbst 2020 in seiner Heimatstadt Halle (Saale) den Verein Kinderlandschaft. Dieser richtet sich an benachteiligte Kinder und soll diesen unter anderem in Zeiten der COVID-19-Pandemie Kommunikationsmittel für den Hausunterricht zur Verfügung stellen. Lindenhahn dazu: „Ich hatte eine unbeschwerte Kindheit. Mir ging es gut. Meine Eltern haben alles dafür getan, dass ich jetzt mit Fußball meinen Lebensunterhalt verdienen darf und deshalb ist es mir wichtig, die Kinder zu unterstützen, die es nicht so gut haben.“